# Guyonia
Guyonia là chi thực vật có hoa trong họ Mua.